# خلاصولی
خلاصولی یا قلعه صولی روستایی در دهستان جون‌آباد بخش لادیز شهرستان میرجاوه استان سیستان و بلوچستان ایران است.

## جمعیت
بر پایه سرشماری عمومی نفوس و مسکن در سال ۱۳۹۵ جمعیت این مکان ۲۸۱ نفر (۹۵خانوار) بوده‌است.